# Chepén (tỉnh)
Tỉnh Chepén (tiếng Tây Ban Nha: Provincia de Chepén) là một tỉnh thuộc vùng La Libertad của Peru. Tỉnh Chepén có diện tích 1142 km², dân số thời điểm theo điều tra dân số ngày 11 tháng 7 năm 1993 là 59167 người. Tỉnh lỵ đóng ở Chepén.